# Jean-Étienne Valluy
Jean-Étienne Valluy (* 15. Mai 1899 in Rive-de-Gier; † 4. Januar 1970 in Paris) war ein französischer Heeresoffizier und General. Seine wichtigsten Posten waren der kurzzeitige Oberbefehl des französischen Expeditionskorps im Indochinakrieg und Oberbefehlshaber der NATO in Mitteleuropa.

## Leben
Valluy trat 1917 als Siebzehnjähriger der Armee als einfacher Soldat bei. Im Ersten Weltkrieg wurde er mit dem Croix de guerre ausgezeichnet. Er wurde nach dem Krieg für die Militärschule Saint-Cyr vorgeschlagen und stieg rasch im Rang auf.
1940 war Valluy im Range eines Commandant Operationsoffizier des XXI. Korps. Im Zuge des Falls Frankreichs wurde er 1940 gefangen genommen und 1941 repatriiert. Valluy schloss sich den Forces françaises libres an. 1944 war er Generalstabschef der 1. französischen Armee unter Jean de Lattre de Tassigny. 1945 übernahm er das Kommando über die 9e division d’infanterie coloniale (9. Kolonialinfanteriedivision).
Valluy ordnete bei der Befriedung Indochinas 1946 das Bombardement von Haiphong an. Valluy versuchte 1947 in der Operation Léa und Opération Ceinture die Viet Minh in ihrem Rückzugsgebiet im Viet Bac zu zerschlagen scheiterten. Valluy wurde 1949 durch Marcel Carpentier abgelöst.
Von 1956 bis 1960 war Valluy Oberkommandierender der NATO-Truppen in Mitteleuropa.